# Ниобат родия
Ниобат родия — неорганическое соединение,
соль родия и  ниобиевой кислоты
с формулой RhNbO4,
кристаллы.

## Получение
- Сплавление стехиометрических количеств оксидов родия и ниобия:

{\displaystyle {\mathsf {Rh_{2}O_{3}+Nb_{2}O_{5}\ {\xrightarrow {T}}\ 2RhNbO_{4}}}}
- Спекание различных солей родия и ниобия [1][2].

## Физические свойства
Ниобат родия образует кристаллы
тетрагональной сингонии,
пространственная группа P 4/mnm,
параметры ячейки a = 0,4686 нм, c = 0,3014 нм, Z = 1,
структура типа диоксида титана
.

## Применение
- Используется в качестве катализатора.